# Estación de Cuenca
Estación de Cuenca vasútállomás Spanyolországban, Cuenca településen.

## Vasútvonalak
Az állomást az alábbi vasútvonalak érintik:
- Aranjuez-Valencia-vasútvonal

## Kapcsolódó állomások
A vasútállomáshoz az alábbi állomások vannak a legközelebb:
- Estación de Chillarón
- Estación de Cañada del Hoyo

## Forgalom

### Media Distancia
| MD járatok | Vonatnem | Kiindulási állomás | Célállomás                         |
| ---------- | -------- | ------------------ | ---------------------------------- |
| 48         | Regional | Madrid-Chamartín   | Cuenca Valencia-Estación del Norte |
| 48         | Regional | Cuenca             | Valencia-Estación del Norte        |